# أتريمة أليفة الملح
أتريمة أليفة الملح (الاسم العلمي: Eutrema halophilum) هي نوع من النباتات يتبع جنس الأتريمة من الفصيلة الكرنبية.